# Sandro Bolchi
Pour les articles homonymes, voir Bolchi.
Sandro Bolchi, né le 18 janvier 1924 à Voghera et mort le 2 août 2005  à Rome, est un réalisateur italien qui a surtout travaillé pour la Rai et la télévision italienne.

## Biographie
Sandro Bolchi est originaire d'une famille de Novi Ligure. Il obtient une laurea en lettres et débute comme acteur au théâtre Guf de Trieste puis s'établit à Bologne, où il commence une activité de journaliste puis de réalisateur en fondant en 1948 le  Teatro La Soffitta. Parmi ses premiers succès au théâtre figurent L'imperatore Jones de O'Neil et l'Avare de Molière.
À partir de 1956, il se consacre surtout à la télévision, en débutant avec Frana allo scalo Nord de Ugo Betti, réalisant de nombreuses comédies et séries de romans et classiques de la littérature italienne et internationale pour la télévision italienne : Les Misérables ; I promessi sposi (1967), Anna Karenine ; Les frères Karamàzov ; Les Demons de Fedor Dostoevsky avec mise en scène de Diego Fabbri; Il crogiuolo, Il mulino del Po, et tant d'autres.
Il s'est aussi occupé de critique à la Télévision.
Sandro Bolchi est mort à Rome le 2 août 2005 à la suite de problèmes cardiovasculaires  et est enterré à Novi Ligure.

## Filmographie
- 1957 : Frana allo scalo Nord
- 1958 : La casa del sonno
- 1959 : Ruy Blas
- 1959 : Il conte Aquila
- 1959 : La vedova scaltra
- 1959 : Un marito ideale
- 1960 : La pazza di Chaillot
- 1960 : Non si dorme a Kirkwall
- 1960 : Tristi amori
- 1960 : Re Lear
- 1960 : Anna Christie
- 1960 : Fine delle vecchie signore
- 1961 : Enrico IV
- 1961 : La brocca rotta
- 1961 : Spirito allegro
- 1963, 1971 : Il mulino del Po, tiré du roman de Riccardo Bacchelli
- 1963 : Processo a Gesù
- 1963 : Il capanno degli attrezzi
- 1963 : Demetrio Pianelli
- 1964 : I miserabili, de Victor Hugo
- 1967 : I promessi sposi, d'Alessandro Manzoni
- 1967 : Del vento tra i rami del Sassofrasso
- 1968 : Morte di un commesso viaggiatore, d'Arthur Miller
- 1968 : Le mie prigioni
- 1969 : I fratelli Karamàzov de Fedor Dostoevsky, mise en scène de Diego Fabbri[1])
- 1970 : Il cappello del prete, d'après le roman de Emilio De Marchi
- 1970 : I corvi
- 1971 : Tre quarti di luna
- 1971 : Il crogiuolo, d'Arthur Miller
- 1972 : I demoni, de Fedor Dostoevski, mise en scène de Diego Fabbri
- 1972 : La giostra
- 1973 : Puccini
- 1974 : Carlo Gozzi
- 1974 : Anna Karenine
- 1974 : Così è, se vi pare
- 1974 : Il consigliere imperiale
- 1976 : Manon Lescaut (TV)
- 1976 : Un certo Marconi
- 1977 : La paga del sabato
- 1977 : Camilla
- 1978 : Disonora il padre (TV)
- 1979 : Il '98
- 1981 : Carmelo in Musica
- 1981 : Dei miei bollenti spiriti (film TV)
- 1984 : Melodramma (TV)
- 1986 : Una donna a Venezia (film TV)
- 1988 : La coscienza di Zeno (mini série TV)
- 1989 : Solo
- 1992 : Assunta Spina (TV)
- 1995 : Servo d'amore

## liens externes
- Ressource relative à l'audiovisuel :   - IMDb
- Notice dans un dictionnaire ou une encyclopédie généraliste :   - Enciclopedia De Agostini
- Notices d'autorité :   - VIAF
  - ISNI
  - IdRef
  - LCCN
  - GND
  - Italie
  - NUKAT
  - WorldCat
- (it) Entretien avec Sandro Bolchi sur La coscienza di Zeno
- (it) La coscienza di Zeno
- (it) Sandro Bolchi, l'uomo che portò la letteratura in tv
- (it) Article sur Italia Estera
- (it) L'ultimo saluto a Sandro Bolchi, vertici Rai assenti ai funerali
- (it) Bolchi: la mia Lucia bloccò i tg, La Stampa, 19 novembre 1989
- (it) Biographie

## Crédit d'auteurs
- (it) Cet article est partiellement ou en totalité issu de l’article de Wikipédia en italien intitulé « Sandro Bolchi » (voir la liste des auteurs).